# サミー戎プラザ
サミー戎プラザ（サミーえびすプラザ）は、かつて大阪市中央区道頓堀にあった複合施設である。

## 概要
かつてあった浪花座の跡地に2004年7月2日に完成。開館前日（7月1日）に行われた内覧会には菊川怜、オープン日には石川亜沙美が来館した。
開業から半年で入場者数200万人を突破し、2005年には大阪・心ふれあうまちづくり賞で「大阪市長特別賞」を受賞する等好調だったが、運営するセガサミーホールディングスの不採算店整理に伴い、2008年9月までにクラブセガやトータルワークアウト、アリアブル大阪が閉鎖。残っていた道頓堀極樂商店街も2009年3月で閉館、4年9ヶ月の歴史に幕を下ろした。跡地は、パルコが経営する商業施設「道頓堀ZERO GATE」となっている。

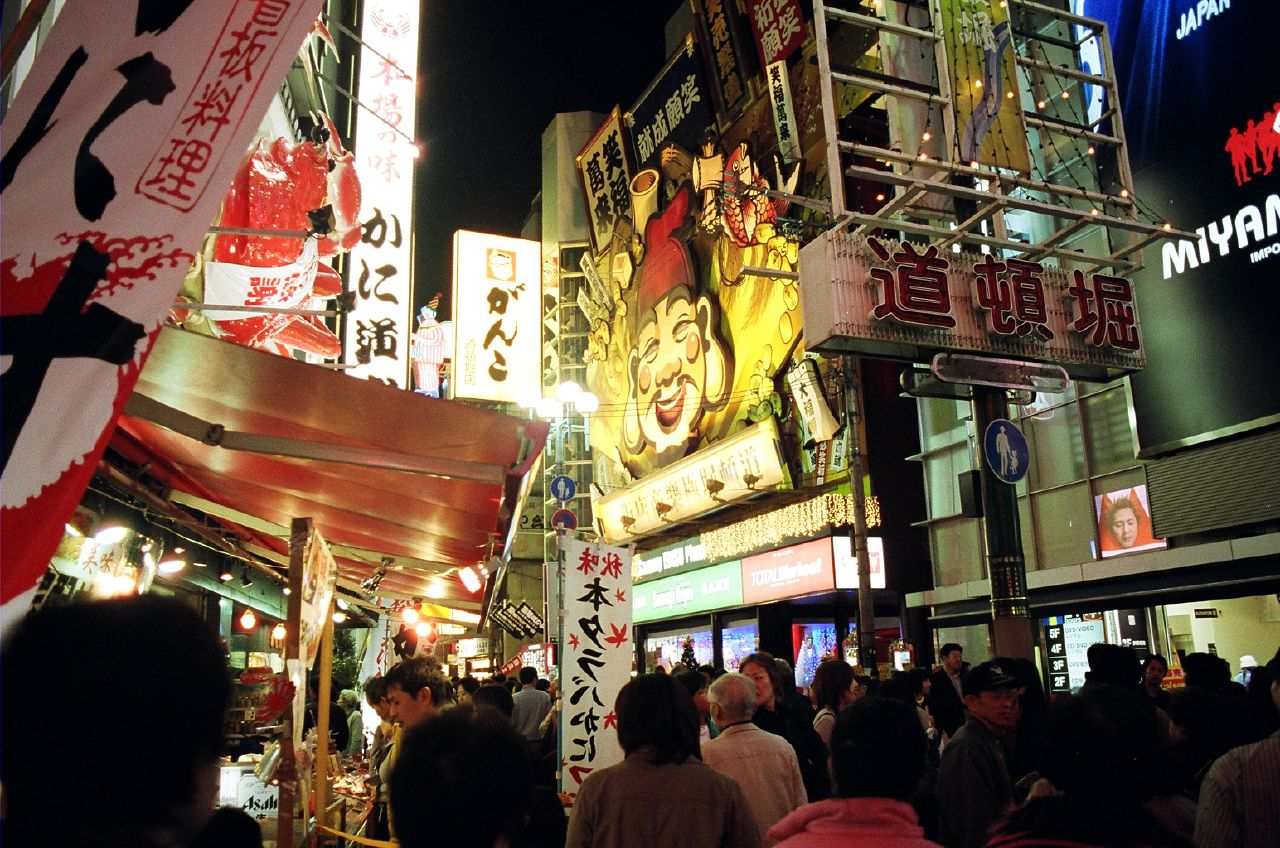
夜のサミー戎プラザ周辺（2005年11月）

## フロア構成
| 階        | 施設                                             |
| --------- | ------------------------------------------------ |
| 5・6・7階 | 道頓堀極樂商店街                                 |
| 4階       | aria blu OSAKA（カラオケボックス）               |
| 3階       | トータル・ワークアウト戎橋店（トレーニングジム） |
| 2階       | サミーズレグノ道頓堀店（ゲームセンター）         |
| 1階       | サミーズレグノ道頓堀店、ぐりこ・や               |